# 南大社會研究學報
南大社會研究學報為國立臺南大學人文與社會學院所主辦之專業學術期刊，現任主編為馬群傑教授。

## 歷史
學報之前身乃為《臺南師院學報》，曾獲「臺灣社會科學引文索引資料庫」（TSSCI）收錄。《南大社會研究學報》之發行即奠基於《臺南師院學報》之發展理念，學刊除持續推動具備高品質論文的發表外，更期望發展成為社會科學研究之學術傳承平台。
依據南大社會研究學報之審稿制度，所有投稿文章經由該刊編輯委員會初審後，將送相關專長之專家學者進行審稿，經雙向匿名審查程序通過後予以刊登。